# Melići Bribirski
Melići Bribirski (mađ. Brebiri Melith, Bribéri Melith, Melith de Bribér), mađarska velikaška obitelj hrvatskog podrijetla. Potječu od Obradića, pobočne loze hrvatske feudalne obitelji Šubića, knezova bribirskih. U 16. stoljeću stekli su posjede u ugarskim županijama Szatmár i Ugocsa te postali ugledna obitelj u Ugarskoj. Izumrli su u muškoj lozi početkom 18. stoljeća.

## Povijest obitelji
Obitelj Melića Bribirskih je ogranak istaknute hrvatske velikaške obitelji Šubića Bribirskih, koja je jedno vrijeme bila najmoćnija obitelj u Hrvatskoj. Nakon gubitka nasljedne banske časti, knezovi bribirski su izgubili svoj moćan položaj, a tijekom 14. i 15. stoljeća rod se raspao na nekoliko grana, među kojima su, osim Zrinskih, Peranskih i Ugrinića, istaknutiji bili i Obradići, kasniji Melići Bribirski. Prema dosadašnjim povijesnim istraživanjima, rodonačelnik Obradića bio je knez Obrad ili njegov brat Pribinja, sin bribirskog župana Miroslava (spomen 1180. – 1184.). Njegovi sinovi bili su Grgur i Danijel († 1275.), a od potonjeg slijedi daljnja loza obitelji koja počinje s njegovim sinom Budislavom († 1275.) i unukom Vulčetom († 1311.). Početkom 15. stoljeća spominje se njihov potomak, Mihač (Mihael), koji je imao sina Vida Michalicha ili Mylicha de genere Subich, kojeg je nasljedio sin Petar Melić (Melith) oženjen 1533. godine Katarinom Petričević od Radoča.
Sin Petra Melića i Katarine Petričević, Juraj (György) bio je prvi član obitelji koji se odselio u Ugarsku, dobio mađarsko plemstvo i posjede u županijama Szatmár i Ugocsa. Zadržao je, uz prezime Melith i pridjevak "Bribirski" (Brebiri) te stari grb Šubića s orlovim krilom, kojem je, poslije ženidbe s Anom Csáholyi, pridodao kotač, simbol njene obitelji. Izumrli su oko 1704. godine, smrću Pavla Melića Bribirskog (Pál Melith de Bribér), koji nije ostavio muškog potomka.

## Vanjske poveznice
- Bribirski Hrvatska enciklopedija